# Show People
Show People (no Brasil, Fazendo Fita), é um filme mudo de 1928 dirigido por King Vidor e protagonizado por William Haines e Marion Davies, além de participações especiais de grandes nomes como Charles Chaplin, Douglas Fairbanks, William S. Hart e John Gilbert. Vidor também faz uma ponta como ele mesmo. O filme faz uma sátira de Hollywood daquela época, e é considerado o melhor da atriz Davies. O filme foi relançado na década de 1980, com nova trilha sonora orquestrada por Carl Davis.
Em 2003 o filme foi guardado pela Biblioteca do Congresso por ter sido "culturalmente significante".

## Sinopse
Peggy Pepper (Marion Davies) parte de Georgia e vai para Hollywood, acompanhada de seu pai, General Marmaduke Oldfish Pepper, que está incentivando a filha a ser uma atriz. Ela conhece Billy Boones (William Haines), em um restaurante, onde a maioria dos artistas vão lá para almoçar. Ela a ajuda a encontrar um trabalho no Estúdio Comet, fazendo filmes de comédias com ele. Depois de receber uma torta na cara, a sua reação realmente é desconcertante, mas sua "atuação" acaba arrancando de outros membros do elenco e a equipe. Peggy, do mesmo jeito, só tem olhos para o que ela acha "sério", ou seja, o drama.
O Estúdio High Art a descobre, e então ela acaba deixando Billy e o Estúdio Comet para trabalhar lá. Para uma nova imagem dela, a companhia lhe dá um nome artístico chamado Patricia Pepoire, então ela dá o melhor de si para se acostumar com o novo nome, dentro e fora do estúdio.
Um dia, em um desfiladeiro próximo, ela  está trabalhando em seu novo filme dramático, assim como Billy em uma comédia.
Eles se encontram, mas "Patricia" o ignora, desapontando Billy. Suas atuações, por um certo tempo, começou a separar alguns de seu público, quem não entendia ou apreciava a sua "arte".
Ela planeja se casar com sua co-estrela Andre Telefair (Paul Halli), por pura publicidade. Billy, ainda apaixonado pela antiga e verdadeira Pepper, está determinado em trazer ela de volta para ele e inclusive, para ela mesma.

## Elenco
- Marion Davies - Peggy Pepper / Ela mesma
- William Haines - Billy Boone
- Dell Henderson - General Marmaduke Oldfish Pepper
- Paul Ralli - Andre Telefair
- Tenen Holtz
- Harry Gribbon - Jim
- Sidney Bracey
- Polly Moran - Empregada de Peggy
- Albert Conti - Produtor
- Renée Adorée (não-credtado)
- George K. Arthur (não-creditado)
- Eleanor Boardman
- Charles Chaplin - Colecionador de autógrafos (não-creditado)
- Lew Cody (não-creditado)
- Ray Cooke - Assistente de direção (não-creditado)
- Karl Dane	(não-creditado)
- Douglas Fairbanks	(não-creditado)
- Bess Flowers (não-creditado)
- John Gilbert (não-creditado)
- Elinor Glyn (não-creditado)
- Pat Harmon (não-creditado)
- William S. Hart (não-creditado)
- Leatrice Joy (não-creditado)
- Rod La Rocque (não-creditado)
- Lillian Lawrence (não-creditado)
- Mae Murray (não-creditado)
- Louella Parsons (não-creditado)
- Kalla Pasha (não-creditado)
- Aileen Pringle (não-creditado)
- Bert Roach (não-creditado)
- Dorothy Sebastian	(não-creditado)
- Rolfe Sedan (não-creditado)
- Norma Talmadge (não-creditado)
- Estelle Taylor (não-creditado)
- Dorothy Vernon (não-creditado)
- King Vidor (não-creditado)
- Coy Watson (não-creditado)
- Claire Windsor (não-creditado)